# 899. grenadirski polk (Wehrmacht)
899. grenadirski polk (izvirno nemško 899. Grenadier-Regiment; kratica 899. GR) je bil pehotni polk Heera v času druge svetovne vojne.

## Zgodovina
Polk je bil ustanovljen 15. junija 1943 za potrebe 266. pehotne divizije; uničen je bil julija 1944 v bitki za Normandijo.